# Newtons love
Newtons love er tre fysiske love, af oprindelig fem, der er grundlæggende i den klassiske mekanik. De blev første gang fremsat af Isaac Newton i hans hovedværk Principia.
I denne encyklopædi er lovene behandlet i særskilte artikler:
- Newtons første lov (lov om inerti): "Et legeme som ikke er påvirket af en kraft, eller af kræfter der ophæver hinandens virkning, vil enten være i hvile eller foretage en jævn retlinet bevægelse."[1]

- Newtons anden lov: (lov om kraft) "Et legeme med massen (m), der påvirkes af en resulterende kraft (F), vil have en acceleration (a),[1] som opfylder: F = m * a."[2]

Newtons anden lov kan udtrykkes som:
{\displaystyle \sum {\vec {F}}=m\cdot {\vec {a}}}[kilde mangler]
- Newtons tredje lov (lov om aktion og reaktion): "Et legeme a, der påvirker et legeme b med en kraft, vil blive påvirket med en lige stor modsat rettet kraft."[1]

Den vigtigste af de tre love kan siges at være den 2. lov, idet den på sin vis indeholder både 1. og 3. lov som specialtilfælde.